# União Geral de Trabalhadores
Die União Geral de Trabalhadores (UGT, dt.: Allgemeine Arbeiter-Vereinigung) ist ein portugiesischer Gewerkschaftsbund. Die UGT steht der sozialdemokratischen Sozialistischen Partei Portugals nahe. Sie ist nach der CGTP die zweitgrößte Gewerkschaft des Landes und gehört wie sie dem Europäischen Gewerkschaftsbund an.
Außerdem ist sie Mitglied des Internationalen Gewerkschaftsbundes (IGB). In der Mitgliederliste des IGB wird die Mitgliedschaft mit 160.000 angegeben (Stand: November 2017).
Die UGT hat ihren Sitz in Lissabon und ist landesweit vertreten.

## Geschichte
Nach der Nelkenrevolution 1974 bildete sich die CGTP als Einheitsgewerkschaft heraus. Eine Minderheit innerhalb der CGTP geriet seit 1976 zunehmend in Konflikt mit der kommunistisch orientierten Mehrheit. Sie gründete die Plattform Movimento Autónomo de Intervenção Sindical – Carta Aberta (dt. etwa: Unabhängige Gewerkschaftsbewegung – Offener Brief), mit der sie sich für unabhängige Einzelgewerkschaften statt einer Einheitsgewerkschaft für alle Arbeiter in Portugal aussprachen.
Nachdem die Verfassung Portugals von 1976 den Grundsatz freier Gewerkschaftsarbeit festgeschrieben hatte, wurde mit dem neuformulierten Gewerkschaftsgesetz 1977 der Pluralismus auch im Bereich der Gewerkschaften verankert. Auf dem CGTP-Kongress im gleichen Jahr kam es daraufhin zur Abspaltung. Während der linke Flügel der sozialistischen Gewerkschaftern, die katholischen Gewerkschafter und linke Gewerkschaftsgruppen zusammen mit der kommunistisch orientierten Mehrheit in der CGTP verblieben, beschlossen diejenigen, die der Sozialistischen Partei und der konservativen Sozialdemokratischen Partei nahestanden, einen eigenen Gewerkschaftsbund zu gründen, die spätere UGT. Die CGTP hingegen nannte sich fortan Confederação Geral dos Trabalhadores Portugueses – Intersindical Nacional (CGTP-IN) (dt. etwa: Allgemeiner Zusammenschluss der Portugiesischen Arbeiter – Nationaler Gewerkschaftsverbund).
Am 28. und 29. Oktober 1978, im Saal des Kinos Cinema Lumiar, in der Lissabonner Gemeinde Lumiar, nahmen 47 Einzelgewerkschaften (acht davon mit Beobachterstatus) die Grundsatzerklärung und die Statuten der União Geral de Trabalhadores – UGT an. Die UGT war damit gegründet, und ihr erster ordentlicher Kongress wurde für den 29. und 30. Januar 1979 in Porto festgelegt.

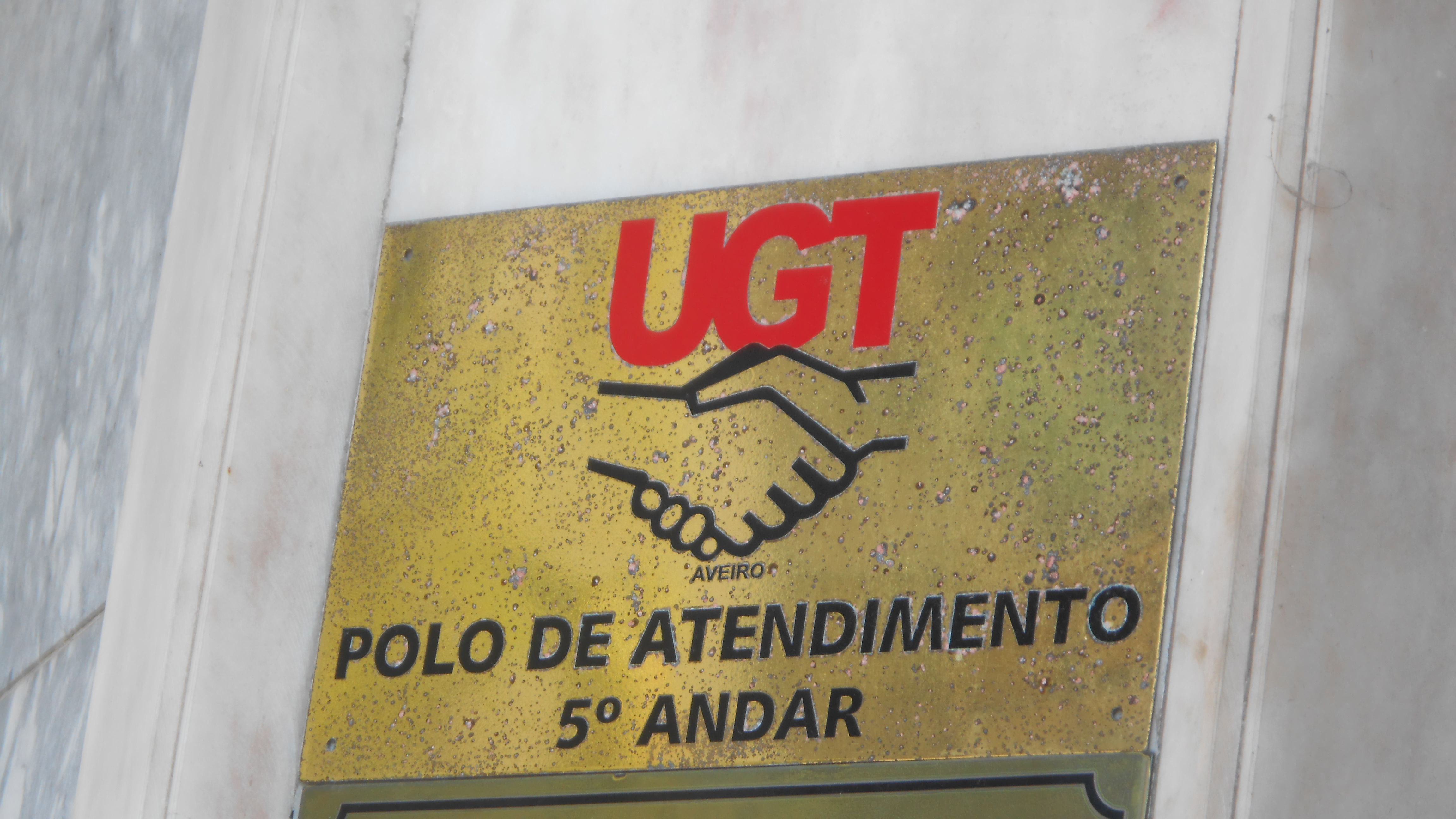
Türschild der UGT, am Büro in Aveiro

## Struktur
Die UGT hat ihren Sitz in der Avenida Almirante Gago Coutinho in Lissabon. Sie unterhält verschiedene Fachbereiche und -gruppen, und sie ist an Weiterbildungseinrichtungen und beruflichen Initiativen beteiligt.

### Regionen
Die UGT ist über das ganze Staatsgebiet in 20 Bezirken organisiert, Uniões genannt:
| - UGT Azoren - UGT Algarve - UGT Aveiro - UGT Beja - UGT Braga - UGT Bragança - UGT Castelo Branco | - UGT Coimbra - UGT Évora - UGT Guarda - UGT Leiria - UGT Lissabon - UGT Madeira - UGT Porto | - UGT Portalegre - UGT Santarem - UGT Setúbal - UGT Viana do Castelo - UGT Vila Real - UGT Viseu |

### Frauenorganisation
1984 gründete sich in der UGT die Comissão de Mulheres Trabalhadoras da UGT (COMTRA, dt. etwa: Ausschuss arbeitender Frauen der UGT). Nach der Konstitution als Organização de Mulheres da UGT (dt.: Frauenorganisation der UGT) 1986 wurde sie als Comissão de Mulheres (dt.: Frauenausschuss) nach dem VI. Kongress der UGT 1988 in die Statuten der Gewerkschaft aufgenommen.
Sie setzt sich für Gleichbehandlung der Frauen in allen Belangen des Berufslebens ein, aber auch innerhalb der Organisationsstrukturen der UGT.

### Jugendorganisation
Die Gewerkschaftsjugend Comissão de Juventude da UGT (dt.: Jugendausschuss der UGT, CJ/UGT) hat insbesondere seit der Eurokrise in Folge der Banken- und Finanzkrise ab 2007 ihre Aktivitäten deutlich erhöht. Grund ist der starke Anstieg der Jugendarbeitslosigkeit in Portugal: im ersten Quartal 2013 waren 42 % der arbeitsfähigen Menschen im Alter bis 24 Jahren arbeitslos.
Die CJ/UGT veranstaltet in dem Zusammenhang Protestkundgebungen, organisiert Weiterbildungen, führt Informationsveranstaltungen durch, u. a.

## Mitglieder

### Einzelmitglieder
Die UGT mit ihren 55 Einzel- und Untergewerkschaften hatte Ende 2012 478.000 Mitglieder, die sich wie folgt auf die verschiedenen Sektoren verteilen:
- 166.000 Mitglieder im öffentlichen Sektor
- 93.000 Mitglieder in Industrie, Landwirtschaft, Energie und Bau
- 79.000 Mitglieder im Finanzsektor
- 79.000 Mitglieder im Bereich Dienstleistungen und Handel
- 33.000 Mitglieder des Transportwesens
- 28.000 Mitglieder des Bereichs Stammbelegschaften (port.: Quadros)

In Folge der steigenden Arbeitslosigkeit in Portugal ist die Mitgliederzahl weiter sinkend. So hat die UGT seit 2008 42.000 Mitglieder verloren. Einer leicht steigenden Zahl ihrer Mitglieder im öffentlichen Sektor standen dabei deutliche Abgänge in allen anderen Bereichen gegenüber.

### Mitgliedsgewerkschaften
In der UGT sind folgende Gewerkschaften organisiert:
- ANTF – Associação Nacional dos Treinadores de Futebol  (Fußballtrainer-Gewerkschaft)
- BANCA DOS CASINOS – Sindicato Profissionais de Banca dos Casinos (Gewerkschaft der Spielbankbeschäftigten)
- SBC – Sindicato dos Bancários do Centro (Bankangestelltengewerkschaft der Region Mitte)
- SBN – Sindicato dos Bancários do Norte (Bankangestelltengewerkschaft der Region Nord)
- SBSI – Sindicato dos Bancários do Sul e Ilhas (Bankangestelltengewerkschaft der Region Süd und der Inselregionen)
- SDPA – Sindicato Democrático dos Professores dos Açores (Lehrergewerkschaft der Azoren)
- SE – Sindicato dos Enfermeiros (Krankenpflegergewerkschaft)
- SE – Sindicato dos Economistas (Gewerkschaft der Ökonomen)
- SEMM – Sindicato dos Engenheiros Marinha Mercante (Gewerkschaft der Ingenieure der Handelsmarine)
- SETAA – Sindicato da Agricultura, Alimentação e Florestas (Gewerkschaft Landwirtschaft, Ernährung und Forstwirtschaft)
- SETACCOP – Sindicato da Construção, Obras Públicas e Serviços (Gewerkschaft Bauwirtschaft, Öffentliche Bauten und Dienstleistungen)
- SINAFE – Sindicato Nacional Ferroviários do Movimento e Afins (Eisenbahnergewerkschaft)
- SINAPE – Sindicato Nacional dos Profissionais da Educação (Gewerkschaft der Erziehungsberufe)
- SINCOMAR – Sindicato dos Capitães Oficiais da Marinha Mercante (Gewerkschaft der Offizierskapitäne der Handelsmarine)
- SINDAV – Sindicato Democrático dos Trabalhadores dos Aeroportos e Aviação (Gewerkschaft der Flughafen- und Flugbeschäftigten)
- SINDCES – Sindicato Democrático do Comércio, Escritórios e Serviços (Gewerkschaft Handel, Büros und Dienstleistungen)
- SINDEFER – Sindicato Nacional Democrático da Ferrovia (Gewerkschaft der Infrastruktur-Eisenbahner)
- SINDEL – Sindicato Nacional da Indústria e da Energia (Industrie- und Energiegewerkschaft)
- SINDEP – Sindicato Nacional e Democrático dos Professores (Lehrergewerkschaft)
- SINDEPESCAS – Sindicato Democrático das Pescas (Fischereigewerkschaft)
- SINDEQ – Sindicato Democrático da Energia, Química, Têxteis e Indústrias Diversas (Gewerkschaft Energie, Chemie, Textil und verschiedene Industrien)
- SINDESCOM – Sindicato dos Profissionais de Escritório, Comércio, Indústria, Turismo, Serviços e Correlativos das Ilhas de S. Miguel e Santa Maria (Gewerkschaft der Büro-, Handels-, Industrie-, Tourismus- und damit verbundenen Angestellten der Inseln São Miguel und Santa Maria)
- SINDETELCO – Sindicato Democrático dos Trabalhadores das Comunicações e dos Média (Gewerkschaft der Kommunikations- und Medienangestellten)
- SINDITE – Sindicato dos Técnicos Superiores de Diagnóstico e Terapêutica (Gewerkschaft der leitenden Angestellten in Diagnostik und Therapie)
- SINFA – Sindicato Nacional de Ferroviários e Afins (Gewerkschaft der Eisenbahner und vergleichbar Beschäftigten)
- SINFESE – Sindicato Nacional dos Ferroviários Administrativos, Técnicos e de Serviços (Eisenbahnergewerkschaft der in Verwaltung, Technik und Dienstleistungen Beschäftigten)
- SINTABA/AÇORES – Sindicato dos Trabalhadores Agro-Alimentares da Região Autónoma dos Açores (Gewerkschaft der in Landwirtschaft und Lebensmittelverarbeitenden Industrie Beschäftigten der Azoren)
- SINTAP – Sindicato dos Trabalhadores da Administração Pública e de Entidades com Fins Públicos (Gewerkschaft der Verwaltungsangestellten im Öffentlichen Dienst und in Öffentlichen Einrichtungen)
- SINTICAVS – Sindicato Nac. Trab. Ind. Cerâmicas, Cimento, Abrasivos, Vidro e Similares (Gewerkschaft der Arbeiter der Keramik-, Zement-, Schleifmittel-, Glas- und verwandten Industrien)
- SISEP – Sindicato dos Profissionais de Seguros de Portugal (Gewerkschaft der Versicherungsangestellten)
- SITEMA – Sindicato dos Técnicos de Manutenção Aeronaves (Angestelltengewerkschaft der Flugzeugwartung)
- SITEMAQ – Sindicato da Mestrança e Marinhagem da Marinha Mercante, Energia e Fogueiros de Terra (Gewerkschaft der Lehrmeister und Schifffahrtsmeister, der Energie-, Kesselwärter und Heizer der Handelsmarine)
- SITESC – Sindicato dos Quadros, Técnicos Administrativos, Serviços e Novas Tecnologias (Gewerkschaft der Verwaltungsfachangestellten und Angestellten in Dienstleistungen und Neuen Technologien)
- SITESE – Sindicato dos Trabalhadores e Técnicos de Serviços (Gewerkschaft der Dienstleistungs-Arbeiter und -Fachangestellten)
- SITRA – Sindicato dos Trabalhadores dos Transportes (Transportarbeitergewerkschaft)
- SMAV – Sindicato dos Meios Audiovisuais (Gewerkschaft Audiovisuelle Medien)
- SMMCMM – Sindicato da Mestrança e Marinhagem de Câmaras da Marinha Mercante (Gewerkschaft der Lehrmeister und Schifffahrtsmeister der Handelsmarine)
- SNATTI – Sindicato Nacional das Actividades Turísticas Tradutores e Intérpretes (Tourismus-, Übersetzer- und Dolmetschergewerkschaft)
- SNEET – Sindicato Nacional dos Engenheiros, Engenheiros Técnicos e Arquitectos (Gewerkschaft der Ingenieure und Architekten)
- SNPVAC – Sindicato Nacional do Pessoal de Voo da Aviação Civil (Fluggesellschaft Zivile Luftfahrt)
- SOEMMM – Sindicato dos Oficiais e Engenheiros Maquinistas da Marinha Mercante (Gewerkschaft der Offiziere und Ingenieure der Handelsmarine)
- SPZC – Sindicato dos Professores da Zona Centro (Lehrergewerkschaft des Bereichs Mitte)
- SPZN – Sindicato dos Professores da Zona Norte (Lehrergewerkschaft des Bereichs Nord)
- SQAC – Sindicato dos Quadros da Aviação Comercial (Gewerkschaft der Belegschaft der Flugzeugindustrie)
- STAS – Sindicato dos Trabalhadores da Actividade Seguradora (Gewerkschaft der Versicherungsarbeitnehmer)
- STE – Sindicato dos Quadros Técnicos do Estado e de Entidades com Fins Públicos (Gewerkschaft des Technikpersonals des Staates und Öffentlicher Einrichtungen)
- STECAH – Sindicato dos Trabalhadores de Escritório e Comércio de Angra do Heroísmo (Gewerkschaft der Büro- und Handelsangestellten von Angra do Heroísmo)
- STVSIH – Sindicato dos Técnicos Vendas do Sul e Ilhas (Gewerkschaft der Fachverkäufer Süden und Inseln)
- UGT/PESCAS – Sindicato Nacional dos Trabalhadores do Sector das Pescas (Arbeitergewerkschaft des Fischereisektors)